# Shoshqaköl
Shoshqaköl är en saltsjö i Kazakstan.   Den ligger i oblystet Qaraghandy, i den centrala delen av landet, 220 km söder om huvudstaden Astana. Arean är 2,2 kvadratkilometer.